# Ждимир
Ждимир — село в Знаменском районе Орловской области. Административный центр Ждимирского сельского поселения.

## География
Село находится на берегу реки Ждимерка.

### Часовой пояс
Село Ждимир, как и вся Орловская область, находится в часовой зоне МСК (московское время). Смещение применяемого времени относительно UTC составляет +3:00.

## История
Село Ждимерь впервые упоминается в 1678 году среди поместий Севского разряда Орловского уезда Нугорского стана

## Население
| 2002 | 2010 |
| ---- | ---- |
| 424  | ↘327 |

## Улицы
| - ул. Заречная 1-я, - ул. Заречная 2-я, - ул. Заречная 3-я, - ул. Знаменская, - ул. Колхозная, | - ул. Луговая, - ул. Молодёжная, - ул. Никольская, - пер. Полевой, - ул. Садовая, | - ул. Садовая 1-я, - пер. Садовый 1-й, - пер. Садовый 2-й, - ул. Школьная, - ул. Ягодная. |

## Известные уроженцы
- Сечкин, Александр Кириллович (1913—1943) — советский военнослужащий, старший лейтенант, Герой Советского Союза.